# Ceres (zeiță)

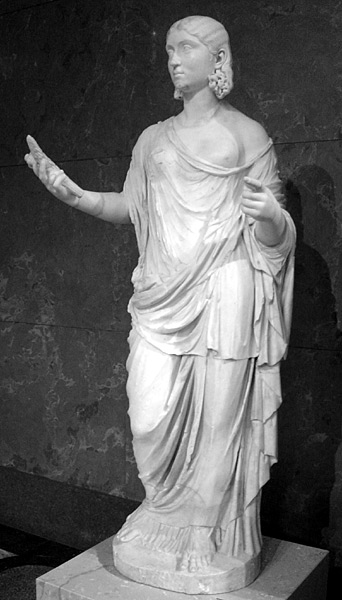
Ceres

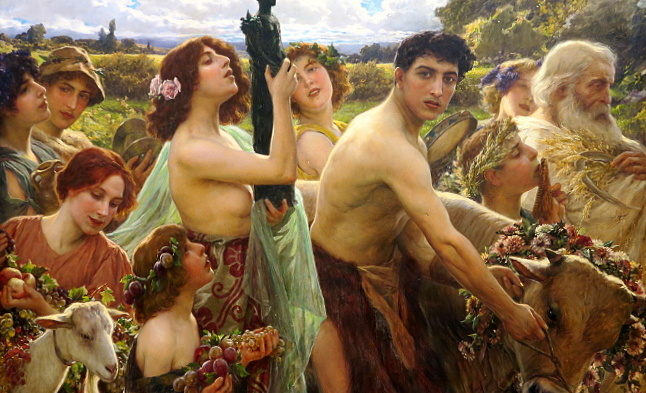
Ave natura, de Cesare Saccaggi; lucrare reprezentând o procesiune romană la Ceres, zeița grâului

Ceres sau Demetra este zeița romană a recoltei și grâului.
Ceres provine din sincretismul dintre o veche divinitate italică agrară și zeița greacă Demeter. În epoca imperială patronează simbolic pâinea albă. După izvoarele latine, sabinii numeau ceres pâinea și grânele. Romanii o serbau în festivalurile Ludi Cereris sau Cerealia, între 12-19 aprilie, venerând-o drept creatoarea recoltelor; în acest sens, era invocată de Frații Arvali, fiind cea care-i învață pe oameni detaliile tehnice ale agriculturii: semănatul, secerișul etc. Astfel devine zeița întregii lumi vegetale, dar și divinitatea htonică a morților. La ceremoniile consacrate zeiței, femeile nu puteau asista decât dacă erau curate. Mai târziu, Ceres face parte dintr-o triadă a plebei, împreună cu Liber Pater și Libera.

## În artă și ficțiune
Pentru reprezentări ale Demetrei, vezi Demetra în artă și ficțiune
În literatură, Atena participă la mitul răpirii Persefonei în versiunea relatată de poetul Claudian (cca. 395 d.Hr.) în Cartea a II-a, De raptu Proserpinae, care a inspirat numeroase ulterioare reprezentări ale mitului.
În perioada postclasică apare adesea:
- În Actul 4 al Furtunii (1611) lui Shakespeare, Iuno i se alătură, garantând bunăstarea mariajului lui Ferdinand cu Miranda.[3]
- Tabloul de Jacob Jordaens, Ofrandă pentru Ceres (c. 1620, acum în Madrid).[3]
- A apărut pe câteva bancnote de zece și douăzeci de dolari ale Statelor Confederate ale Americii.
- Ca Ceres, apare pe emblema New Jersey ca un simbol al prosperității.Emblema statului New Jersey

Emblema statului New Jersey

### Film și televiziune
Pentru rolurile Demetrei, vezi Demetra în film și televiziune
Demetra a apărut de numeroase ori în film și televiziune, printre care:
- The Tempest (1980) (TV), Elizabeth Gardner[4]
- Proserpin (1981) (TV) Played by Birgit Nordin[4]
- The Tempest (1983) (TV) Played by Loreena McKennitt[4]
- The Tempest, Act IV (1984) (TV) Played by Rochelle Rose[4]
- The Tempest (2001) Played by Colette Divine[4]
- Rome in a Day (2008) Played by Amber Reich[4]
- The Tempest (2010/IV) Played by Claire Lautier[4]